# Honda CBF600

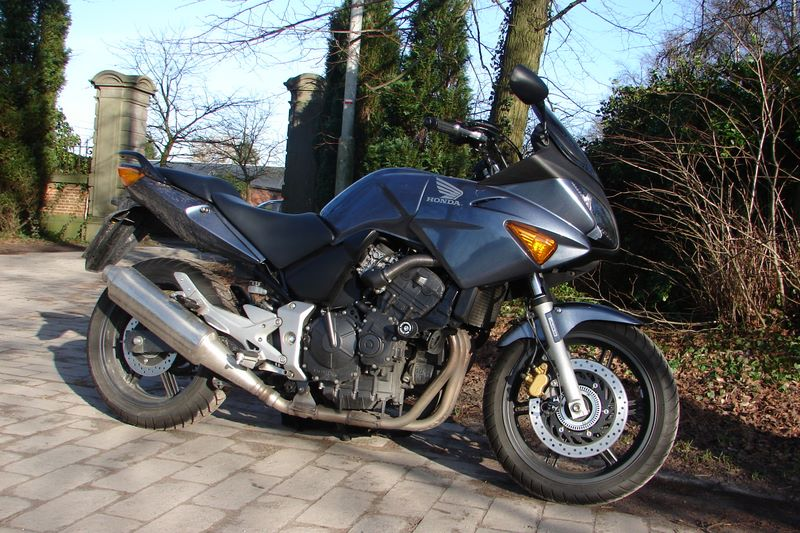
CBF600SA

A CBF600 a Honda által gyártott középkategóriás utcai csupasz motorkerékpár, a Honda CBF család 600 cm³-s tagja.

## Változatok
|                  | CBF600 N4, N5, N6                                     | CBF600 N8                                             |
| ---------------- | ----------------------------------------------------- | ----------------------------------------------------- |
| Típus            | Vízhűtéses, 4 ütemű 16-szelepes DOHC soros 4 hengeres | Vízhűtéses, 4 ütemű 16-szelepes DOHC soros 4 hengeres |
| Hengerűrtartalom | 599,9 cm³                                             | 599,9 cm³                                             |
| Sebességváltó    | 6-sebességes                                          | 6-sebességes                                          |
| Befecskendezés   | 34 mm-es síktolattyús VP-type karburátor x 4          | PGM-FI elektronikus befecskendezés (injektoros)       |
| Tömeg            | 215 kg                                                | 213 kg                                                |

- CBF600N a csupasz változat,
- CBF600S a félidomos/fejidomos változat.

Mindkét típus kapható opcionális ABS fékrendszerrel CBF600NA és CBF600SA néven.
Kisebb testvérei a CBF125, CBF250, CBF500, illetve a család legnagyobbja a CBF1000

## Külső hivatkozások
- Magyar Honda CBF Egyesület
- Honda motorkerékpárok